# Hasan Âli Yücel

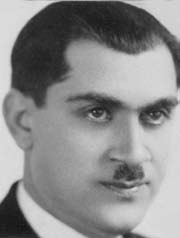
Hasan Âli Yücel

Hasan Âli Yücel (* 17. Dezember 1897 in Istanbul; † 26. Februar 1961 ebenda) war ein türkischer Politiker, Autor und literarischer Übersetzer. Von 1938 bis 1946 war der Lehrer und Dozent für Philosophie und Literatur Bildungsminister der Türkei. In dieser Funktion begründete er die Dorfinstitute und führte weitere bildungspolitische Reformen durch.

## Leben
Yücel entstammte einem wohlhabenden Elternhaus. Er war das einzige Kind von Ali Rıza Bey und Mutter Neyyire Hanım. Die Familie geriet später in finanzielle Not, so dass Wertgegenstände verkauft werden mussten. Im Alter von vier Jahren wurde Yücel in Lale eingeschult. Zwei Jahre später zog die Familie nach Gümüşsuyu um. 1906 besuchte er die Schule Mekteb-i Osmanî, die er 1911 mit guten Noten beendete. Anschließend besuchte er die Vefa İdadisi, die dem heutigen Gymnasium entspricht. 1913 musste er die schulische Ausbildung unterbrechen und wurde er aufgrund des Ersten Weltkrieges zum Militär eingezogen. Dort durchlief er die Ränge Unterleutnant und Leutnant. Ende 1918 wurde er entlassen. Er studierte zunächst Rechtswissenschaften an dem Darülfünun, wechselte jedoch später zur Literaturwissenschaft. Während des türkischen Unabhängigkeitskrieges arbeitete Yücel neben seinem Studium als Journalist der Zeitung Akşam. Nach Abschluss seines Studiums heiratete er Refika Hanım und unterrichtete ab Ende 1922 Türkisch und Literatur an der Lehrerschule in Izmir. Kurze Zeit später kehrte das Paar nach Istanbul zurück. Yücel arbeitete dort als Literaturlehrer am Militärgymnasium in Kuleli und später als Philosophielehrer an einem Jungengymnasium. 1926 wurde er Vater von Zwillingen. Einer der beiden war Can Yücel. Ein weiteres Kind wurde 1936 geboren.
Im Jahr 1927 wurde er Regionalinspektor für das neu geschaffene Bildungsministerium. Er wurde mehrmals befördert und reiste im Auftrag des Ministeriums 1930 nach Paris und London. Später unternahm er an der Seite Mustafa Kemal Atatürks, den er bereits in Izmir kennengelernt hatte, eine dreimonatige Inspektionsreise durch die Türkei. In den 1930er Jahren veröffentlichte Yücel auch drei Bücher über Goethe (Goethe: Bir Dehanın Romanı), Mevlana (Mevlana'nın Rubaileri) und über die türkische Literatur (Türk Edebiyatı'na Toplu Bakış).
Ab 1932 arbeitete Yücel als Direktor des Ankara Gazi Eğitim Enstitüsü, eines Bildungsinstitutes in Ankara. 1934 wechselte er in die Politik und wurde Abgeordneter für Izmir. Ende 1938 wurde er zum Bildungsminister unter Celal Bayar ernannt. Am 17. April 1940 wurde unter seiner Federführung das Gesetz zur Bildung der Dorfinstitute verabschiedet. Im August 1946 nahm er seinen Abschied als Bildungsminister und kehrte zum Journalismus zurück. Am 26. Februar 1961 erlag er einem Herzanfall. Er wurde auf dem Städtischen Friedhof Cebeci in Ankara begraben.
1997 wurde zu seinem hundertsten Geburtstag von der UNESCO das „Hasan-Âli-Yücel“-Jahr ausgerufen.

## Weblink
- Eintrag in Kim Kimdir? (Wer ist wer?)